# Emilio Carballido
Emilio Carballido (22 mai 1925, Córdoba - 11 février 2008, Xalapa) est un écrivain mexicain plus connu pour son travail de dramaturgie.
Carballido appartient à un groupe d'écrivains connu comme le Generación de los 50, parmi lequel figure Sergio Magaña, Luisa Josefina Hernández, Rosario Castellanos, Jaime Sabines et Sergio Galindo (en). Il étudie la littérature anglaise et obtient une maîtrise de littérature à l'Université nationale autonome du Mexique.
Sa première pièce de théâtre s'intitule Rosalba y los Llaveros, mise en scène par Salvador Novo et jouée pour la première fois au palais des Beaux Arts en 1950. Elle est suivie par Un pequeño día de ira (1961), qui le vaut le prix Casa de las Américas à Cuba, ¡Silencio Pollos pelones, ya les van a echar su maíz! (1963), Te juro Juana que tengo ganas (1965), Yo también hablo de la rosa (1965), Acapulco los lunes (1969), Las cartas de Mozart (1974), Rosa de dos aromas (1986) et bien d'autres.
Certaines de ses œuvres sont filmées sur scène comme l'ont été Rosalba y los llaveros en 1954, Felicidad en 1956, le roman Las visitaciones del diablo en 1967, La danza que sueña la tortuga en 1975, El Censo en 1977, Orinoco en 1984 et Rosa de dos aromas en 1989. En plus d'avoir écrit plus d'une centaine de pièces et de scripts, il écrit deux livres de courtes histoires et neuf romans compilant des anthologies de pièces de théâtre et exerce aussi comme réalisateur.
Son œuvre cinématographique débute par La torre de marfil en collaboration avec Luisa Josefina Hernández en 1957. En 1972, il se voit décerner deux Premio Ariel pour la conception et le scénario de El Águila Descalza de Alfonso Arau. Le 27 mai 2002, il est récompensé d'un Ariel de Oro (en) pour son œuvre cinématographique de plus de 50 films dont sa collaboration pour Nazarín de Luis Buñuel.
Le 16 mars 2007, Carbadillo et son compagnon de vingt ans, Héctor Herrera, sont parmi les premiers s'unir civilement grâce à une nouvelle législation mexicaine de 2006.
Carbadillo décède d'une attaque cardiaque le 11 février 2008 à Xalapa.
Le gouverneur de Veracruz Fidel Herrera Beltrán proclame un jour de deuil le 13 février 2008 et annonce qu'un prix littéraire sera créé en son honneur. Le Premio Nacional de Dramaturgia Emilio Carballido est attribué chaque année et est doté de $150.000. La grande salle du théâtre de l'État de Veracruz porte son nom.
Un hommage lui est rendu à Bruxelles les 14, 15 et 16 octobre 2015 à la Comédie Claude Volter par la représentation de 6 de ses œuvres, hommage organisé par l'Ambassade du Mexique et le Magasin d'écriture théâtrale.